# 1501
1501 је била проста година.

## Открића
- 1. новембар — Португалски морепловци открили Залив Свих Светих, око којег ће касније настати једна од бразилских дражава, Баија.